# Deltoptila elefas
Deltoptila elefas är en biart som först beskrevs av Heinrich Friese 1917.  Deltoptila elefas ingår i släktet Deltoptila och familjen långtungebin. Inga underarter finns listade i Catalogue of Life.